# Europapokal der Landesmeister (Handball) der Frauen 1990/91
Am Europapokal der Landesmeister 1990/91 nahmen 27 Handball-Vereinsmannschaften aus 26 Ländern teil. Diese qualifizierten sich in der vorangegangenen Saison in ihren Heimatländern für den Europapokal. Bei der 31. Austragung des Wettbewerbs sicherte sich erstmals eine Mannschaft aus der Bundesrepublik Deutschland mit TV Lützellinden einen Titel in einem europäischen Frauen-Handballwettbewerb. Lützellinden setzte sich im Finale gegen den Titelverteidiger der österreichischen Mannschaft von Hypobank Südstadt Wien durch.

## 1. Runde
|                              | Gesamt |                        | Hinspiel | Rückspiel |
| ---------------------------- | ------ | ---------------------- | -------- | --------- |
| Budapesti Építők SC          | 50:36  | WAT Fünfhaus Wien      | 28:15    | 22:21     |
| ASPTT Metz                   | 41:38  | Slovan Duslo Šaľa      | 21:16    | 20:22     |
| ADB V&L Geleen               | 43:16  | HC Berchem             | 24:06    | 19:10     |
| Initia HC Hasselt            | 25:45  | TV Lützellinden        | 18:18    | 07:27     |
| Arçelik SK Istanbul          | 38:59  | RK Budućnost Titograd  | 23:21    | 15:38     |
| Cyprus College               | 24:69  | Gymnastiki Enosi Véria | 14:42    | 10:27     |
| Fram Reykjavík               | 42:36  | Stockholmspolisens IF  | 16:18    | 26:18     |
| Åbo IFK                      | 23:59  | GOG                    | 13:26    | 10:33     |
| Club Balonmano Íber Valencia | 41:27  | Benfica Lissabon       | 27:08    | 14:19     |
| KS AZS Wrocław               | 43:39  | SC Empor Rostock       | 23:18    | 20:21     |
| Macchi Cassano Magnago       | 62:29  | Hapoel Petach Tikwa    | 26:17    | 36:12     |

Durch ein Freilos zogen Byåsen IL, Chimistul Râmnicu Vâlcea, Rostselmasch Rostow, LC Brühl Handball und Titelverteidiger Hypobank Südstadt Wien direkt in das Achtelfinale ein.

## Achtelfinale
|                        | Gesamt |                              | Hinspiel | Rückspiel |
| ---------------------- | ------ | ---------------------------- | -------- | --------- |
| Byåsen IL              | 57:31  | Fram Reykjavík               | 34:16    | 23:15     |
| TV Lützellinden        | 69:22  | Gymnastiki Enosi Véria       | 31:12    | 38:10     |
| Hypobank Südstadt Wien | 42:39  | Chimistul Râmnicu Vâlcea     | 23:15    | 19:24     |
| Budapesti Építők SC    | 37:34  | Club Balonmano Íber Valencia | 25:16    | 12:18     |
| GOG                    | 23:29  | Rostselmasch Rostow          | 23:29    | verz.     |
| ASPTT Metz             | 41:39  | ADB V&L Geleen               | 27:22    | 14:17     |
| LC Brühl Handball      | 39:42  | KS AZS Wrocław               | 19:22    | 19:20     |
| Macchi Cassano Magnago | 34:53  | RK Budućnost Titograd        | 18:25    | 16:28     |

## Viertelfinale
|                     | Gesamt |                        | Hinspiel | Rückspiel |
| ------------------- | ------ | ---------------------- | -------- | --------- |
| KS AZS Wrocław      | 38:45  | Hypobank Südstadt Wien | 21:25    | 17:20     |
| Rostselmasch Rostow | 43:40  | Byåsen IL              | 28:22    | 15:18     |
| TV Lützellinden     | 59:48  | RK Budućnost Titograd  | 26:23    | 33:25     |
| ASPTT Metz          | 28:34  | Budapesti Építők SC    | 15:18    | 13:16     |

## Halbfinale
|                     | Gesamt |                        | Hinspiel | Rückspiel |
| ------------------- | ------ | ---------------------- | -------- | --------- |
| Budapesti Építők SC | 38:48  | Hypobank Südstadt Wien | 22:24    | 16:24     |
| Rostselmasch Rostow | 39:39  | TV Lützellinden        | 22:19    | 17:20     |

1. ↑  Der TV Lützellinden zog aufgrund der Auswärtstorregel in das Finale ein.

## Finale
|                 | Gesamt |                        | Hinspiel | Rückspiel |
| --------------- | ------ | ---------------------- | -------- | --------- |
| TV Lützellinden | 43:40  | Hypobank Südstadt Wien | 21:15    | 22:25     |